# 紅尾美鱥
紅尾美鱥（学名：Nocomis effusus）为輻鰭魚綱鯉形目雅羅魚科的其中一種，分布於北美洲美國田納西州及阿肯色州，具體來說，包括格林河上游、巴倫河上游、坎伯蘭河、達克河和田納西河下游流域，體長可達23公分，棲息在礫石底質水質清澈的高地溪流，成魚主要以水生無脊椎動物為食，包括小型軟體動物、昆蟲、蚯蚓和甲殼類動物，會以卵石築巢，繁殖期在春季，雌魚約2年達性成熟，每次產約500-1000個卵。
其种加词“Effusus”意为“散乱的”。